# 1 Samuel 8
1 Samuel 8 es el octavo capítulo del Primer Libro de Samuel en el Antiguo Testamento de la Biblia cristiana  o la primera parte de los Libros de Samuel en la Biblia hebrea. Según la tradición judía, el libro se atribuyó al profeta Samuel, con adiciones de los profetas Gad y Natán, pero muchos eruditos modernos lo ven como una composición de varios textos independientes de diversas épocas, desde el 630-540 a. C. aproximadamente.  Este capítulo registra la petición de los ancianos de Israel a Samuel de un rey, parte de una sección que comprende 1 Samuel 7-15 que registra el surgimiento de la monarquía en Israel y el relato de los primeros años del rey Saúl.

## Texto
Este capítulo fue escrito originalmente en el idioma hebreo. Está dividido en 22 versículos.

### Testigos textuales
Algunos manuscritos antiguos que contienen el texto de este capítulo en hebreo son de la tradición del Texto Masorético, que incluye el Códice de Jerusalén (895), el Códice de Alepo (siglo X) y el Códice de Leningrado (1008). Se encontraron fragmentos que contienen partes de este capítulo en hebreo entre los Rollos del Mar Muerto, incluido el 4Q51 (4QSama; 100-50 a. C.) con los versículos 3-4, 9-10 y 12 existentes.
Entre los manuscritos antiguos existentes de una traducción al griego koiné conocida como la Septuaginta (originalmente realizada en los últimos siglos a. C.) se encuentran el Códice Vaticano (B; {\displaystyle \ ara{G}}B; siglo IV) y el Códice Alejandrino (A; {\displaystyle \ ara{G}}A; siglo V).

## Lugares
- Beersheba
- Ramah

## Análisis
Este capítulo registra la petición de los ancianos de Israel de tener un rey e informa de su persistencia a pesar de la advertencia de Samuel sobre los «modos opresivos de los reyes». Una de las razones de la búsqueda de un rey era que los hijos de Samuel no eran aptos para sucederle (versículos 3, 5), porque pervertían la justicia en Beerseba, recordando el comportamiento de los hijos de Elí. Otra razón más explícita fue que el pueblo deseaba ser gobernado «como otras naciones» (cf. Deuteronomio 17:14) con supuestamente mejores ventajas militares (versículo 20) que una nueva línea de jueces.
La postura antimonárquica se dio en tres secciones diferentes de este capítulo:
1. La propuesta disgustó a Samuel y fue considerada por Yahweh como un rechazo a sí mismo, en lugar de a Samuel (versículos 6-9).
2. Samuel dio una visión negativa de «los caminos del rey» (versículos 10-17), como el reclutamiento de personal para tareas militares (versículos 11-12a) y para el trabajo (versículo 12b-13), la confiscación de propiedades y provisiones para mantener una corte (versículos 14-15), y la confiscación de existencias (versículo 16, que se lee «ganado» con LXX en lugar de «hombres jóvenes» en la MT). Los textos acadianos de Ras Shamra dan testimonio de muchas de las prácticas enumeradas en los versículos 11-17. [15] [16] La práctica se menciona durante el reinado de Salomón en 1 Reyes 10–1 Reyes 11.
3. El reinado fue permitido a regañadientes, tolerado en lugar de aprobado (cf. versículo 7), debido a la determinación de Israel (versículos 19-21).[14]

La narrativa armonizaba además dos puntos de vista opuestos: (1) la monarquía no fue aprobada por Yahvé, pero (2) el propio Yahvé fue el responsable de seleccionar a los primeros reyes de Israel.

## Los hijos de Samuel (8:1-3)
Cuando Samuel estaba en la vejez (versículo 1), sus hijos, que fueron nombrados jueces, se corrompieron (versículo 2). Esto establece un paralelismo con el mentor de Samuel, Elí, cuyos hijos se corrompieron en la vejez de Elí (1 Samuel 2:22), lo que llevó a juicios proféticos sobre su familia, la derrota de Israel y la pérdida del arca ante los filisteos (1 Samuel 4). En el caso de Samuel, la corrupción de sus hijos llevó a los ancianos de Israel a pedir un rey.

### Versículo 2
El nombre de su primogénito era Joel; y el nombre del segundo, Abías: eran jueces en Beerseba.
- Referencia cruzada: 1 Crónicas 6:28
- «Beersheba»: situada en la frontera más meridional de Judá, lo que implica la recuperación del territorio de los filisteos (1 Samuel 7:14).[19] La ubicación de los hijos de Samuel aquí está respaldada por los escritos de Josefo (del siglo I d. C.).[20]

## La demanda de un rey (8:4-22)
Los ancianos de Israel señalan los caminos corruptos de los hijos de Samuel y la vejez de Samuel como razones para tener un rey como todas las «demás naciones» (versículo 5), en contra de la declaración de Dios de que Israel está «por encima de todas las naciones» (Deuteronomio 26:19) porque tienen a YHWH como su rey. Esto se mencionó una vez en Jueces 8, cuando la gente le pidió a Gedeón que gobernara sobre ellos, pero Gedeón se negó diciendo que «el Señor gobernará sobre vosotros» (Jueces 8:23). Samuel se sintió profundamente ofendido por la petición, ya que el versículo 6 afirma que la petición le «desagradó» (en hebreo: «esto es malo a los ojos de Samuel»), porque la petición en hebreo era literalmente «que un rey los «juzgue»», atacando así su papel de toda la vida (y el de sus hijos). Cuando Samuel «oró al Señor» (es decir, «presentó el asunto ante el Señor en oración»), Dios aseguró a Samuel que el pueblo no rechazaba a Samuel personalmente, sino que rechazaba el reinado de Dios sobre ellos. Dios no pareció sorprendido ni ofendido, sino que rápidamente accedió a dar al pueblo un rey humano (versículo 7), mientras le explicaba a Samuel que este comportamiento era consistente desde que Dios liberó al pueblo en el Éxodo de Egipto hasta ese momento, en el que el pueblo tiende a abandonar a Dios por dioses falsos (versículo 8). De hecho, la Torá ya anticipó y preparó instrucciones específicas para esta ocasión (Deuteronomio 17:14-15).

### Versículo 7
Y el Señor dijo a Samuel: «Escucha la voz del pueblo en todo lo que te digan; porque no te han rechazado a ti, sino a mí, para que no reine sobre ellos».
- «No debería reinar sobre ellos»: es decir, el pueblo ni siquiera quería un rey teocrático, cuyo primer deber sería mantener la Torá (Deuteronomio 17:18, 19).[25]

### Comentarios sobre Samuel
- Auld, Graeme (2003). «1 & 2 Samuel».  En James D. G. Dunn and John William Rogerson, ed. Eerdmans Commentary on the Bible. Eerdmans. ISBN 9780802837110.
- Bergen, David T. (1996). 1, 2 Samuel. B&H Publishing Group. ISBN 9780805401073.
- Gordon, Robert P. (1999). I & II Samuel, A Commentary. Zondervan. ISBN 978-0310230229.
- Hertzberg, Hans Wilhelm (1964). I & II Samuel, A Commentary (trans. from German 2nd edition 1960 edición). Westminster John Knox Press. p. 19. ISBN 978-0664223182.
- Tsumura, David Toshio (2007). The First Book of Samuel. Eerdmans. ISBN 9780802823595.

### General
- Breytenbach, Andries (2000). «Who Is Behind The Samuel Narrative?».  En Johannes Cornelis de Moor and H.F. Van Rooy, ed. Past, Present, Future: the Deuteronomistic History and the Prophets. Brill. ISBN 9789004118713.
- Coogan, Michael David (2007).  Coogan, Michael David; Brettler, Marc Zvi; Newsom, Carol Ann et al., eds. The New Oxford Annotated Bible with the Apocryphal/Deuterocanonical Books: New Revised Standard Version, Issue 48 (Augmented 3rd edición). Oxford University Press. ISBN 978-0195288810.
- Fitzmyer, Joseph A. (2008). A Guide to the Dead Sea Scrolls and Related Literature. Grand Rapids, MI: William B. Eerdmans Publishing Company. ISBN 9780802862419.
- Halley, Henry H. (1965). Halley's Bible Handbook: an abbreviated Bible commentary (24th (revised) edición). Zondervan Publishing House. ISBN 0-310-25720-4. (requiere registro).
- Hayes, Christine (2015). Introduction to the Bible. Yale University Press. ISBN 978-0300188271.
- Jones, Gwilym H. (2007). «12. 1 and 2 Samuel».  En Barton, John; Muddiman, John, eds. The Oxford Bible Commentary (first (paperback) edición). Oxford University Press. pp. 196-232. ISBN 978-0199277186. Consultado el 6 de febrero de 2019.
- Klein, R.W. (2003). «Samuel, books of».  En Bromiley, Geoffrey W, ed. The International Standard Bible Encyclopedia. Eerdmans. ISBN 9780802837844.
- Knight, Douglas A (1995). «Chapter 4 Deuteronomy and the Deuteronomists».  En James Luther Mays, David L. Petersen and Kent Harold Richards, ed. Old Testament Interpretation. T&T Clark. p. 62. ISBN 9780567292896.
- Ulrich, Eugene, ed. (2010). The Biblical Qumran Scrolls: Transcriptions and Textual Variants. Brill.
- Würthwein, Ernst (1995). The Text of the Old Testament. Grand Rapids, MI: Wm. B. Eerdmans. ISBN 0-8028-0788-7. Consultado el 26 de enero de 2019.